# Hypsoides diego
Hypsoides diego is een vlinder uit de familie tandvlinders (Notodontidae), onderfamilie processievlinders (Thaumetopoeinae). De wetenschappelijke naam van deze soort is voor het eerst geldig gepubliceerd in 1855 door Coquerel.
De soort komt voor in tropisch Afrika.